# Кравчиньский, Станислав (дирижёр)
Станислав Кравчиньский (пол. Stanisław Krawczyński; род. 20 сентября 1955, посёлок Перспективный (ныне упразднён), Абанский район Красноярского края) — польский дирижёр и музыкальный педагог.
Окончил Краковскую академию музыки (1979). Руководил хором Краковской филармонии, одновременно с 1986 г. работал с камерным ансамблем Capella Cracoviensis. В 1992 г. возглавил новосозданный Тарнувский камерный оркестр, с которым осуществил ряд записей.
Преподаёт в Краковской академии музыки, с 1995 г. заведующий хоровым отделением, с 2001 г. профессор. В 2004—2012 гг. ректор академии, в 2016 г. вновь занял этот пост.